# SAO 158687
SAO 158687 ist ein Stern im Sternbild Waage. Er hat eine scheinbare Helligkeit von 8,8 mag und seine Entfernung beträgt ca. 5450 Lichtjahre.
Es handelt sich bei SAO 158687 um einen orangen Riesenstern mit reduziertem Eisengehalt. Er besitzt eine etwa 81-fache Masse und 1800-fache Leuchtkraft der Sonne. Seine effektive Oberflächentemperatur liegt bei 4170 K.
Der Stern bewegt sich für Beobachter auf der Erde mit einer Eigenbewegung von 55 Millibogensekunden/Jahr über den Himmel. Bei seiner großen Entfernung entspricht dies einer Geschwindigkeit von etwa 434 km/s, während er sich zusätzlich mit etwa 48 km/s auf uns zu bewegt. Im Raum bewegt sich der Stern demnach mit einer hohen Geschwindigkeit von 436 km/s relativ zu unserer Sonne.
Besondere Aufmerksamkeit erlangte der Stern im Jahr 1977, als er von der Erde aus gesehen am 10. März durch den Planeten Uranus bedeckt wurde. Bei der Beobachtung dieses Ereignisses durch das Kuiper Airborne Observatory wurden die Ringe des Uranus entdeckt.